# Eutrichocheles brocki
Eutrichocheles brocki är en kräftdjursart som först beskrevs av De Man 1888.  Eutrichocheles brocki ingår i släktet Eutrichocheles och familjen Axiidae. Inga underarter finns listade i Catalogue of Life.